# Sant Boi de Lluçanès
Sant Boi de Lluçanès – gmina w Hiszpanii, w prowincji Barcelona, w Katalonii, o powierzchni 23,71 km². W 2011 roku gmina liczyła 545 mieszkańców.